# William C. McDonald
William Calhoun McDonald (Warren, Nueva York; 25 de julio de 1858-Santa Fe, Nuevo México; 11 de abril de 1918) fue un político estadounidense miembro del Partido Demócrata que se desempeñó como el primer gobernador de Nuevo México como estado de 1912 a 1917. 

## Biografía
McDonald nació en Jordanville, Nueva York y se crio en ese mismo estado. Asistió al Seminario de Cazenovia. En Nueva York, estudió derecho y enseñó en la escuela primaria.
McDonald fue asesor del Condado de Lincoln desde 1885 hasta 1887. En 1891, fue miembro de la Cámara de Representantes Territorial de Nuevo México. Se casó con Francis J. McCourt el 31 de agosto de 1891. La pareja tuvo cinco hijos. Presidió la Junta de Comisionados del Condado de Lincoln de 1895 a 1897. Miembro de la Junta Sanitaria de Ganado de Nuevo México de 1905 a 1911, también presidió el Comité Central Territorial Demócrata de 1910.
Asegurando la nominación demócrata, McDonald fue elegido primer gobernador del estado de Nuevo México el 7 de noviembre de 1911. Durante su mandato, el gobierno del estado se estructuró mientras se enfrentaban las redadas de bandidos mexicanos.